# Acrocercops mendosa
Acrocercops mendosa là một loài bướm đêm thuộc họ Gracillariidae. Nó được tìm thấy ở Queensland.